# مدار (بلدة فرنسية)
مدار (بالفرنسية: Médard) هي بلدية فرنسية تقع في إقليم أوت-بيرينيه في منطقة أوكيتاني جنوب غرب فرنسا. 

## الجغرافيا
تبلغ مساحة بلدية مدار حوالي 9.14. تقع ضمن دائرة تارب وكانتون ناك-مونتيه.

## السكان
بلغ عدد سكان بلدية مدار حوالي 124 نسمة حسب تعداد سنة 2021، مما يجعلها بلدية صغيرة من حيث عدد السكان.

## الإدارة
تحمل البلدية رمز INSEE الإداري 65307، والرمز البريدي 65370.